# Horizont ČT24
Horizont ČT24 je zpravodajský televizní pořad České televize, který se věnuje zahraničnímu zpravodajství.

## O pořadu
Pořad Horizont ČT24 informuje o aktuálním dění ve světě. Pořad je vysílán od ledna 2011, kdy byl do programu zařazen každou neděli večer. Prvotními moderátory byli Tomáš Šponar a Hana Scharffová. Od ledna 2014 až dodnes je pořad vysílán každý všední večer ve 21.30 (30 minut) a v neděli ve 21.05 (55 minut). V současnosti je pořad vysílán ze studia 6. 

## Moderátoři
V moderování pořadu se střídají Hana Scharffová, Jakub Szántó a Barbora Maxová, příležitostně také Tomáš Šponar.
Dříve byli jeho moderátory také Václav Černohorský (dnes zahraniční zpravodaj ČT v Turecku), Michal Kubal (dnes moderátor Událostí a šéfredaktor zpravodajství a publicistiky ČT), Martin Jonáš (v současnosti moderuje Interview ČT24) a Linda Bartošová (později moderátorka Událostí).